# ستيمبوت بيل جونيور
ستيمبوت بيل جونيور 1928 (بالإنجليزية: Steamboat Bill Jr.) هو فيلم كوميدي صامت طويل بطولة باستر كيتون، صدر من قبل يونايتد آرتيستس، الفيلم هو آخر إنتاج لفريق الإنتاج المستقل لباستر كيتون، حيث أن كيتون إنتقل بعد ذلك إلى إم جي إم، الفيلم إخراج تشارلز رايزنر وتأليف كارل هاربوج وباستر كيتون وشارك البطولة إرنست تورنس وماريون بايرون.
تمت تسمية الفيلم علي اسم أغنية شعبية لآثر كولينز صدرت سنة 1911 «ستيمبوت بيل».

## طاقم التمثيل
- باستر كيتون
- إرنست تورنس
- ماريون بايرون
- توم ماكجواير
- توم لويس
- جيمس تي ماك

## وصلات خارجية
- ستيمبوت بيل جونيور على موقع IMDb (الإنجليزية)
- ستيمبوت بيل جونيور على موقع روتن توميتوز (الإنجليزية)
- ستيمبوت بيل جونيور على موقع نتفليكس (الإنجليزية)
- ستيمبوت بيل جونيور على موقع ألو سيني (الفرنسية)
- ستيمبوت بيل جونيور على موقع Turner Classic Movies (الإنجليزية)
- ستيمبوت بيل جونيور على موقع أول موفي (الإنجليزية)
- ستيمبوت بيل جونيور على موقع فيلمافينيتي (الإسبانية)
- ستيمبوت بيل جونيور على موقع قاعدة بيانات الفيلم (الإنجليزية)
- ستيمبوت بيل جونيور على موقع ليتربوكسد (الإنجليزية)
- ستيمبوت بيل جونيور على موقع كينوبويسك (الروسية)
- ستيمبوت بيل جونيور متوفر للتحميل المجاني على أرشيف الإنترنت
- مقاطع مختارة من الملكية العامة الكلاسيكي